# Ancestris
Ancestris är ett fritt genealogiprogram publicerat under GNU General Public License för Windows, Linux, Mac OS Classic.
Ancestris är ett genealogiprogram skrivet i Java, vilket gör att det är körbart på alla de stora operativsystemen, Windows, MacOS och Linux.
Till skillnad från de flesta genealogiprogram, arbetar inte Ancestris mot en traditionell databasmotor utan mot en ren textfil som utgör programmets platta databas, en Gedcomfil. Eftersom det är en ren textfil är den också läs- och editerbar i en vanlig texteditor. Ancestris följer specifikationerna för GEDCOM 5.5.
Man får en fix och färdig, stringent Gedcomfil som man lätt kan byta med andra släktforskare. Man undviker felkällorna i att konvertera fram och tillbaka till en traditionell databas.